# Fernando Bob
Fernando Paixão da Silva, genannt Fernando Bob (* 7. Januar 1988 in Cabo Frio), ist ein ehemaliger brasilianischer Fußballspieler. Der Linksfuß wurde vorwiegend im zentralen Mittelfeld eingesetzt.

## Karriere
Fernando Bob startete seine Laufbahn in der Jugendmannschaft des Fluminense FC. Hier schaffte er auch den Sprung in die erste Mannschaft. Am 24. August 2006 bestritt er sein erstes Spiel als Profi in der Série A. Gegen den SE Palmeiras spielte er von Beginn an und wurde zur 70. Minute ausgewechselt. Mit dem Klub konnte er 2010 auch die brasilianische Meisterschaft gewinnen. Ein besonderes Highlight seiner Laufbahn war auch die Finalteilnahme bei der Copa Sudamericana 2013 mit dem AA Ponte Preta, welche allerdings gegen den CA Lanús verloren ging.
2018 wechselte Fernando Bob in die USA zu Minnesota United. Sein erstes Pflichtspiel für Minnesota bestritt er am 12. September 2018. In dem Auswärtsspiel gegen D.C. United stand er in der Startelf. Am Ende der Saison verließ er den Klub wieder und war 2019 ohne Kontrakt. Im Dezember des Jahres wurde seine erneute Anstellung beim Boavista SC für 2020 bekannt.

## Erfolge
Fluminense
- Copa do Brasil: 2007
- Campeonato Brasileiro de Futebol: 2010

Vitória
- Staatsmeisterschaft von Bahia: 2013

Internacional
- Recopa Gaúcha: 2016